# Клавулина пепельно-серая
Клавулина пепельно-серая (лат. Clavulina cinerea) — вид грибов, входящий в род Клавулина (Clavulina) семейства Клавулиновые (Clavulinaceae).

## Описание
Плодовые тела коралловидные, прямостоячие, до 11 см высотой, различной формы, сильно ветвящиеся от самого основания, гладкие или морщинистые до продольно бороздчатых, концы ответвлений заострённые или притупленные. Окраска молодых грибов белая, вскоре становится пепельно-серой. Мякоть белая, волокнистая или хрупкая. Запах и вкус почти не выражены.
Споры в массе белого цвета, 6,5—11×5—10 мкм, продолговатые до почти шаровидных, неамилоидные.
Съедобный гриб.

### Сходные виды
- Clavulina cristata (Holmsk.) J.Schröt., 1888 — образует маловетвистые плодовые тела, концы которых рассечены. Обычно не имеет серой окраски.
- Clavulina rugosa (Bull.) J.Schröt., 1888 — обычно не ветвистые грибы белого, сероватого или желтоватого цвета, часто неправильной формы.

## Экология
Встречается одиночно или небольшими группами, в увлажнённых лиственных лесах, в августе-сентябре, наиболее часто — под дубами.

## Синонимы
- Clavaria cinerea Bull., 1791basionym
- Corallium cinereum (Bull.) G.Hahn, 1883
- Merisma cinereum (Bull.) Spreng., 1827
- Ramaria cinerea (Bull.) Gray, 1821